# Æggekage
 Denne artikel bør gennemlæses af en person med fagkendskab for at sikre den faglige korrekthed.

En æggekage eller omelet er som en tærte med sprød bund og skorpe og et mere flydende indre. Hovedingrediensen er æg, men kan også laves på kikærtemel, og der tilsættes mælk og nogle gange også mel. En æggekage serveres ofte med stegt bacon, purløg, tomater og rugbrød.
Den kan fyldes med grøntsager, kød (skinke, bacon) og en dessertomelet med syltetøj og frugt. Den kan krydres med husholdningssalt og peber. Dessertomeletten kan flamberes.
Æggekagen laves i en pande smurt med lidt fedtstof og steges tilpas.  
En æggekage er med fløde, og en omelet er på rene æg.[kilde mangler]